# Cămineasca
Cămineasca – wieś w Rumunii, w okręgu Giurgiu, w gminie Schitu. W 2011 roku liczyła 608 mieszkańców.